# Poštovné
Poštovné, poštovní poplatek, zast. porto je poplatek za poskytnutou poštovní službu. Vyplacené poštovné se označuje termínem franko. Frankotyp (otisk razítka) je platební záznam o příslušném poštovném, jenž je platný pro poštu příslušné země respektive příslušné poštovní organizace.
Zkratka PP nebo p.p. může znamenat poštovné paušalováno (zaplaceno paušálním poplatkem) nebo poštovné zaplaceno (z francouzského port payé), ale také starší výraz poslední pošta, dnes dodací pošta.

## Historie
Ještě v polovině devatenáctého století většina pošty byla zasílána nevyplaceně, což vyžadovalo, aby příjemce zaplatil poštovné. V některých oblastech byla částečná platba provedena odesílatelem. Ve 20. století je již nejběžnějším způsobem předplacení poštovného zakoupení poštovní známky, která se nalepí na obálku před odesláním. Frankování je vytváření licenčně předplacených obálek pomocí speciálního stroje. Používají je společnosti s velkým objemem pošty, jako jsou banky a distributoři propagačních materiálů (direct mail). V roce 1998 americká pošta povolila první testy systému zasílání digitálního franka přes internet pro tisk na PC tiskárně, čímž se vyhnula nutnosti licencovat vyhrazený frankovací stroj a nabídla tak služby společnostem s menším objemem pošty. V roce 2003 již U.S. Postal Service umožňuje tisk franků na speciální samolepicí štítky. Britská Royal Mail představila podobný systém pod názvem SmartStamp.

## Česko
V zákoně o poštovních službách
se slovo poštovné nevyskytuje. V § 6 je uvedeno jako cena poštovní služby.
Stát utratí za poštovné 1,7 miliardy Kč ročně (2018)